# Щербаковская балка
Щербако́вская ба́лка — ландшафтный памятник природы регионального уровня в Камышинском районе Волгоградской области. Площадь балки составляет около 140 га. Располагается на территории природного парка «Щербаковский». Статус памятника природы присвоен в 1988 году. Категория Всемирного союза охраны природы — III, IV. Распространённое название Щербаковской балки — «Волжская Швейцария» (за схожесть склонов балки, особенно в верховьях, с предгорьями Швейцарских Альп. Развит туризм.

## Уникальность объекта
Уникальность природного комплекса Щербаковской балки — в разнообразии ландшафтов. На территории площадью всего лишь 140 га соседствуют берёзовые рощи, типичные для ландшафтов средней полосы России, и скалистые обрывы с подвижными осыпями и своеобразными водопадами из множества рассредоточенных, ниспадающих сверху прозрачных ручейков, характерных для Северного Кавказа. Для балки характерны влажный воздух, резко контрастирующий с сухой и жаркой степью, скрытость от холодных ветров и насыщенность горных пород влагой. Это обусловило разнообразие флоры и фауны Щербаковской балки и обогащенность бореальными видами.

## Геология
Возраст отложений Щербаковской балки составляет около 50-60 млн лет. Балка располагается вдоль геологического разлома — т.н. щербаковского сброса. Благодаря разлому и речке с мощным течением, поверхность земли превратилась в живописнейшее ущелье глубиной около 200 м. Крутые склоны балки достигают 100 м и характеризуются многочисленными выходами скальных пород, осыпями, оползневыми цирками. В склонах балки видны выходы камня опоки, образующего причудливые скалы. Опока — это лёгкая, кремнистая горная порода, сложенная в основном кремнистыми раковинами одноклеточных диатомовых водорослей и других морских организмов.

## Растительность
Во флоре Щербаковской балки более 300 видов растений, среди них не менее полусотни редких и исчезающих, включённых в Красные книги: рябчик русский, катран шершавый, смолёвка Гельмана, копеечник меловой и крупноцветковый и др..

## Животный мир
На территории Щербаковской балки встречаются редкие, исчезающие и внесённые в Красные книги разного ранга виды животных: орлан-белохвост, тювик европейский, большой подорлик, орел-могильник, орел-карлик, редкие виды гидробионтов. Представлены такие виды как барсук, заяц-русак, лиса. Встречаются кабаны, олени, косули, лоси. В центре байрачного массива обитают пёстрые скорпионы (Mesobuthus eupeus) занесённые в красную книгу Волгоградской области.

## Достопримечательности
- Щербаковская пещера. В одном из отрогов балки на высоте 30 м от дна, в скалистых образованиях опоки находится Щербаковская пещера. Пещера обвального типа глубиной 5 м.[6]. От пещеры открывается живописный вид на массив Щербаковки.
- Щербаковский комплекс подвалов. На территории Щербаковской балки до 1937 года проживали немцы, переехавшие в эту местность в XVIII веке по приглашению Екатерины II. После выселения жителей их дома разрушились, остались подвалы и фундаменты зданий. Также сохранились остатки стен от дома немецкого поселения и обводные валы для регулирования направления весенних потоков воды со склонов балки[6].
- «Говорящая осыпь». Периодически с вершины одного из склонов на дно балки падают большие куски горной породы — так эта осыпь «разговаривает».
- «Стена слёз» — отвесная стена балки, из которой то тут, то там бьют холодные ключи.
- Река Щербаковка (также встречается название Щербинка)[6]. Протекает по дну балки. На реке расположены многочисленные пороги и водопады[3].